# 尼茨
尼茨是德国莱茵兰-普法尔茨州的一个市镇。总面积1.08平方公里，总人口44人，其中男性29人，女性15人（2011年12月31日），人口密度41人/平方公里。